# Instytut Kultury (przystanek kolejowy)
Instytut Kultury (biał. Інстытут Культуры, ros. Институт Культуры) – przystanek kolejowy w Mińsku, na Białorusi. Leży na linii Moskwa – Mińsk – Brześć.
Znajduje się w pobliżu stacji metra o tej samej nazwie.